# Cabezarrubias del Puerto
Cabezarrubias del Puerto là một đô thị thuộc Ciudad Real, Castile-La Mancha, Tây Ban Nha. Đô thị này có dân số là 624.

## Dân số
| 1991 | 1996 | 2001 | 2004 |
| ---- | ---- | ---- | ---- |
| 681  | 678  | 639  | 608  |